# Magazin temporar (pop-up)

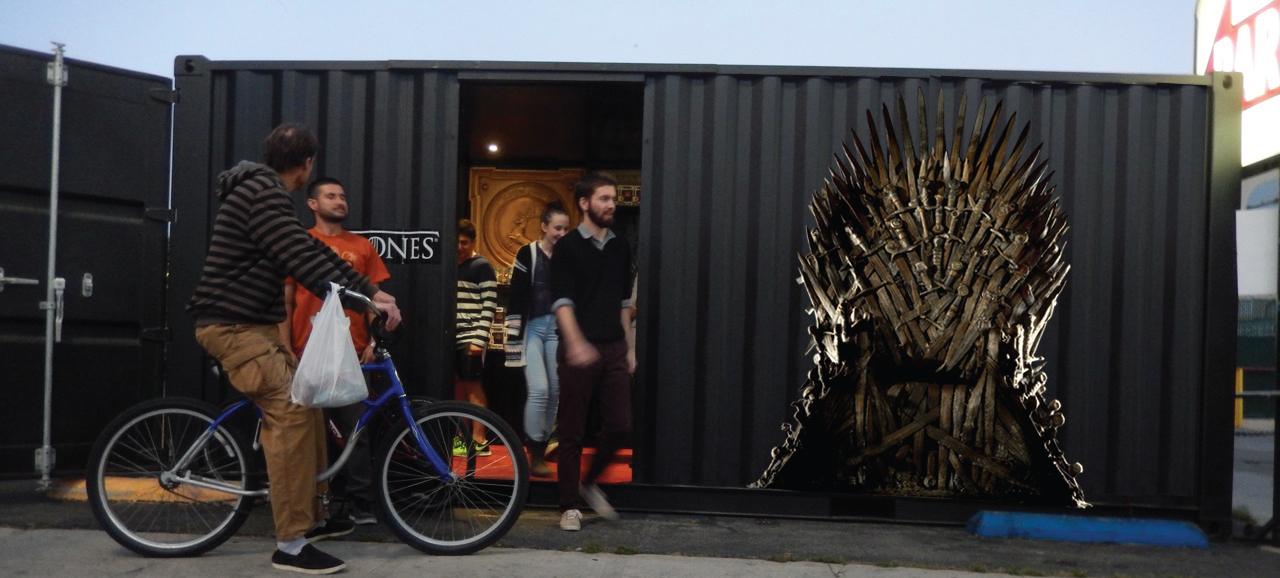
Magazin pop-up HBO „Urzeala tronurilor”din Los Angeles

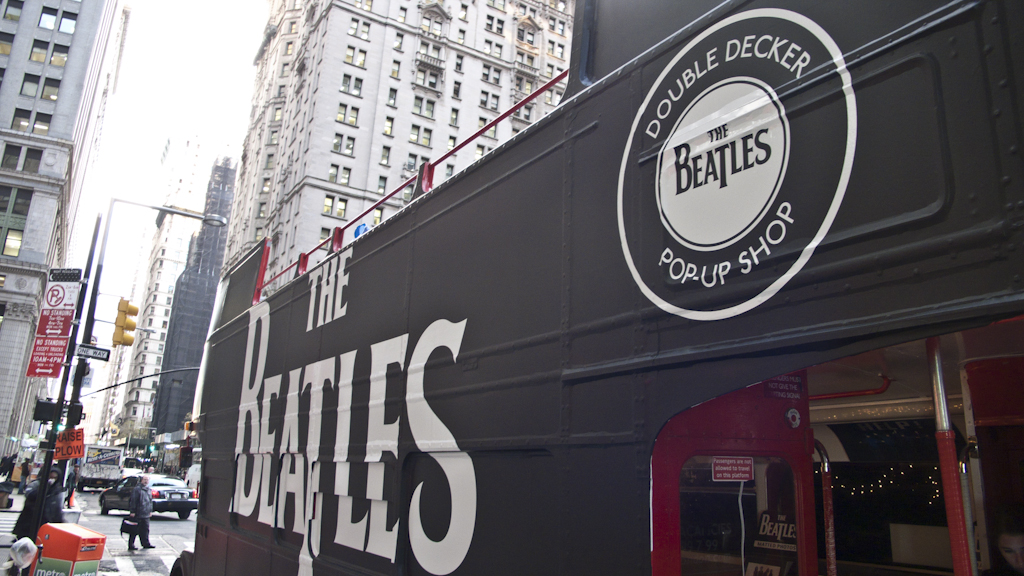
Autobuzul temporar supraetajat „The Beatles” New York

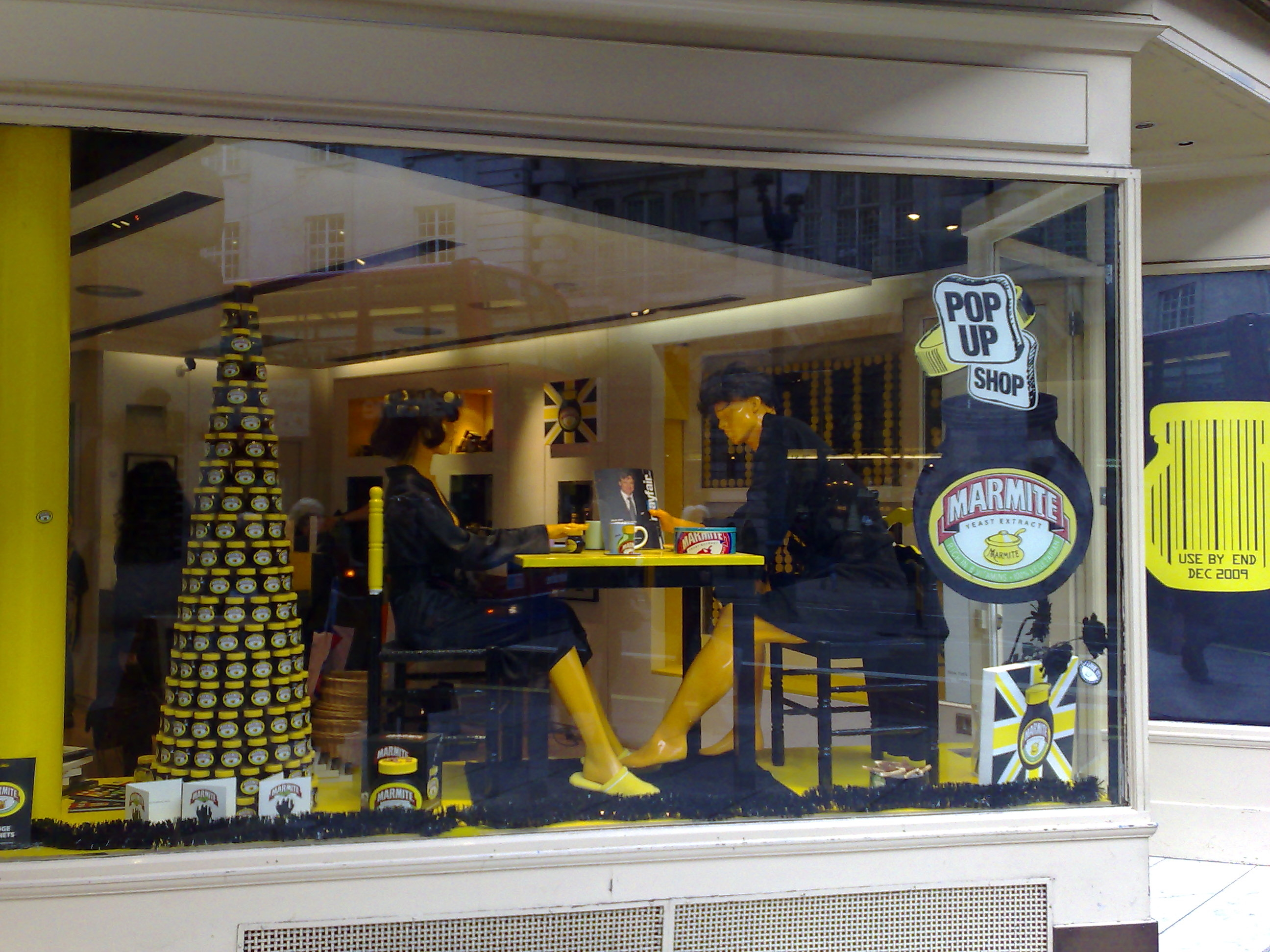
Magazin pop-up al brand-ului Marmite din Londra

Magazinul universal temporar, cunoscut de asemenea sub numele de comerț cu amănuntul sau magazin pop-up, este un trend prin care se urmărește deschiderea pe termen scurt a unor de spații comerciale, aceste magazine au apărut prima dată în Los Angeles și acum s-au răspândit în   Statele Unite ale Americii, Canada, China, Japonia, Mexic, Franța, Germania, Marea Britanie și Australia. Industria magazinelor temporare are o valoare estimată de 50 de miliarde de dolari. Comerțul de acest tip a jucat un rol important în așa-numita „apocalipsă a comerțului cu amănuntul” din anul 2010, încluzând magazinele temporare de Halloween precum Spirit Halloween, care a ocupat spațiile lăsate libere de închiderea unor magazine tradiționale.

## Istoric
Primele spații comerciale temporare  au fost înființate la târgul de Crăciun din Viena din decembrie 1298, ideea extinzându-se apoi în târgurile europene ce au urmat. Piața sezonieră agricolă, stand-urile cu artificii de sezon, magazinele cu costume de Halloween, expozițiile și spațiile concesionate pentru diverse evenimente sunt câteva exemple de magazine temporare.
Expoziția „The Ritual” a fost printre primele exemple moderne de magazine temporare. Nefiind încă recunoscut ca un tip specific de comerț cu amănuntul, evenimentul din Los Angeles din 1997 a fost creat de Patrick Courrielche și mai târziu a fost catalogat ca fiind un real succes de o zi. Evenimentul a atras repede atenția marilor branduri care au recunoscut potențialul oferit de aceste magazine temporare, pentru a-și promova produsele lor publicului țintă. Branduri, precum  AT&T, Levi-Strauss, și Motorola au lucrat cu Courrielche pentru a deschide magazine temporare cu produsele lor în întreaga țară, ca să își comercializeze produsele publicului tânăr.
În noiembrie 2002, compania  „Target” a înființat un magazin într-o ambarcațiune lungă de 68 metri, care a stat ancorată în Chelsea Piers timp de două săptămâni. Acest eveniment de pe râul Hudson a coincis cu Black Friday. O companie având centrul în Los Angeles, California, specializată īn magazine temporare, a ajuns în New York în februarie 2003, și a lucrat împreună cu Dr. Martens la un spațiu comercial temporar pe strada 43 Mercer.
Liniile de aviație Song au deschis un magazin pop-up în New York în 2003. În anul 2004 Comme des Garçons a deschis, pentru un an, un magazin temporar cu tag-ul „Gherilla Shop”.  Site-ul Trendwatching.com (un site de referință care se ocupă cu identificarea și interpretarea tendințelor) susține că a inventat termenul de „magazin universal tempoarr” în ianuarie 2004. În noiembrie 2013, Samsung a deschis un magazin pop-up în cartierul Soho care a funcționat ca un spațiu experimental al brandului. Spațiul temporar a fost extins și în cele din urmă a devenit un spațiu permanent de comercializare.  În luna iulie 2015 „Fourth Element” a deschis primul magazin subacvatic pop-up din lume, la o adâncime de 6 metri la TEKCamp în Somerset, Anglia. 
Alte branduri care au înființat magazine pop-up, ce includ în campaniile lor și branduri, precum  Kate Spade, Gucci, Louis Vuitton și Colette.
Comerțul prin intermediul magazinelor temporare și-a început extinderea în alte domenii în jurul anului 2009, atunci când restaurantele temporare au apărut în diferite locații, începând să capteze atenția publicului. 
Tendința este, de asemenea, larg răspândită în Marea Britanie, unde proprietarii ocupă spațiile vancante cu aceste magazine temporare.
Newbury Street din Boston a devenit recent un focar pentru comerțul de tip pop-up, găzduind temporar vitrine pentru Martellus Bennett, Bumbac, Kanye West și alte branduri locale.

## Expoziții de artă
O alternativă a comerțului pe termen scurt este expunerea artei în vitrinele vacante. Acest lucru împiedică aceste vitrine să devină urâte și încurajează pietonii să viziteze afacerile din zonă. Orașul Arlington, din statul Massachusetts, a început să perceapă proprietarilor o taxă de post vacant din anul 2016, la care se renunță dacă vor fi expuse opere de artă în acele locuri. 

## Conceptul
Un spațiu comercial pop-up este un loc de întâlnire temporar: acest loc poate fi într-o zi o  testare de produs, iar în umătoarea zi poate găzdui o petrecere. Acest trend implică o apariție spontană și poate dura de la câteva zile pâna la câteva săptămâni. Aceste magazine, chiar dacă sunt mici și temporare, uneori sunt folosite de companii pentru a-și răspândi produsele sau serviciile lor. Comerțul temporar permite unei companii să creeze un mediu inedit care atrage clienții generând un sentiment interactiv. Comercianții folosesc aceste magazine pentru produsele sezoniere, precum costumele de halloween și decorațiuni, brazi și cadouri de Crăciun sau artificii. Magazinele temporare au fost folosite și în cadrul concertelor, spre exemplu la festivalul de muzică „Treefort”, pentru a furniza clienților magazine pentru toate vârstele, în special cele din rândul restaurantelor care nu organizează acte muzicale, aceste așezări efemere sunt cunoscute sub numele de magazine temporare ale comerțului cu amănuntul.
Magazinele de tip pop-up oferă diverse beneficii, cum ar fi testare de produse, locații sau piețe comerciale, fiind și un mod ieftin de a începe o afacere. Unele magazine pop-up, cum ar fi Ricky și alte magazine cu specific de Halloween, sunt sezoniere, permițându-le brandurilor captarea fluxului de clienți, fără a comite un contract pe termen lung. Alte mărci folosesc pop-up-uri pentru a crea alte angajamente, cum ar fi magazinul de pe Twitter a lui Marc Jacobs, schimbul de „monezi sociale”, pentru produse gratuite, și brand-ul Regele McGaw folosit  pentru a expune și vinde printuri de Mourlot Studio în Soho, Londra.
Acest concept s-a extins și în alte țări, precum Australia. Spre exemplu, companiile de haine H&M și Uniqlo din Australia și-au deschis magazine temporare în 2015,respectiv 2014  iar Uniqlo în anul 2014, pentru a testa piața.